# Орехов, Василий Васильевич
Василий Васильевич Орехов (17 [29] сентября 1896, имение «Гостинное», Орловская губерния — 6 июля 1990, Брюссель) — русский зарубежный военный и общественный деятель, публицист, издатель журнала «Часовой», член Русского Обще-воинского союза (РОВС), основатель «Русского Национального Объединения» (РНО).

## Биография

### Происхождение
Василий Васильевич Орехов происходил из древнего дворянского рода. Родоначальником рода Ореховых был качук (татарский дворянский титул) Орхат-Урба, прибывший на Русь в качестве баскака (посла) хана Золотой Орды в XIV столетии. Став близким человеком к великому князю Дмитрию Донскому, он, приняв в 1381 году православие, женился на его племяннице, княжне Ольге Симеоновне Луговой. Крестным отцом его был сам великий князь Дмитрий Донской, из-за чего Орхат-Урба получил имя Василий Дмитриевич Орехов. Великий князь дал ему в наследство фамилию и земли угасшего тогда рода Ореховых, на которые имела косвенные права его супруга, княжна Луговая.
Отец В. В. Орехова, Василий Дмитриевич Орехов (1863—1933), служил в Министерстве путей сообщения, был сперва начальником эксплуатации Фастовской железной дороги, затем помощником начальника Риго-Орловской железной дороги. Мать В. В. Орехова, София Карловна Орехова, урожд. Строн-Строновская, происходила из старого дворянского рода Подольской губернии.

### Жизнь в России
Орехов вырос в родовом имении «Гостинная», недалеко от уездного города Мценска, который был тесно связан с семьей Ореховых и долгое время управлялся Ореховыми, которые неизменно были то предводителями дворянства, то начальниками уезда.
Он учился сперва в Орловской гимназии (попав сразу же в третий класс), а затем в политехническом институте в Киеве.
Начало Первой мировой войны в 1914 году застало его, когда он был в Либаве (ныне — Лиепая) в гостях у своего брата, отбывавшего там воинскую повинность. Хотя В. В. Орехов в то время был ещё несовершеннолетним, он добился согласия родителей вступить добровольцем в армию и был принят в Старорусский 113-й пехотный полк.
В боях в Восточной Пруссии он был тяжело ранен. За храбрость он был награждён Георгиевским оружием. После излечения он был назначен в II железнодорожный батальон. Поскольку технически образованных офицеров не хватало, он быстро дошёл до командования железнодорожной ротой, а позже был назначен командующим вновь образованного полевого бронепоезда. После Февральской революции он воевал в 15-м Ударном батальоне, сформированном из верных солдат и офицеров, и во время наступления в районе города Сморгонь опять был ранен.
После Октябрьской революции Ударный батальон соединился с 1-м Польским корпусом (Русской армии) генерала И. Р. Довбор-Мусницкого. Затем Орехов пробился к Добровольческой армии и стал участником Гражданской войны. Сперва он командовал бронепоездом «За честь Родины», затем отдельной железнодорожной ротой.
После временного интернирования поляками Орехов через Балканы отправился в Крым к генералу П. Н. Врангелю, который его назначил старшим офицером 1-й Железнодорожной роты генерала Маркова. 8 июля 1920 года Орехов был произведён в капитаны. Орехов участвовал в боях в Таврии.

### Жизнь в эмиграции
В ноябре 1920 года Орехов со своей ротой из Феодосии эвакуировался в Константинополь. Затем он находился в лагере в Галлиполи, где издавал журнал «Галлиполи» и был одним из инициаторов создания «Общества Галлиполийцев».
После закрытия лагеря в Галлиполи Орехов сперва работал в строительном предприятии в Болгарии, потом переехал в Париж, где участвовал в создании «Галлиполийского собрания».
В 1930 году Орехов в Париже женился на Маргарите Владимировне Петровой (19 марта (1 апреля) 1909 — 16 сентября 1990), дочери полковника Генерального штаба и одного из первых русских военных лётчиков.
По приказу генерала Врангеля Орехов в 1929 году, уже после смерти генерала, начал издавать журнал «Часовой», в редакции которого состояли также Е. В. Тарусский и С. К. Терещенко. Этот журнал стал органом связи членов РОВС и вообще русской военной эмиграции. После начала гражданской войны в Испании социалистическое правительство Франции начало производить сильное давление на редакцию журнала, вставшего однозначно на сторону генерала Франко, из-за чего Орехов в 1936 году вынужден был переселиться в Брюссель, где он продолжал издавать журнал и основал «Русское национальное объединение» (РНО).
В 1937 году Орехов встречался с генералом Франко, с которым договорился о призыве добровольцев из рядов русской эмиграции для борьбы против республиканцев. Орехов организовал и русскоязычные передачи испанского радио. После гражданской войны генерал Франко наградил Орехова орденом «Звезда Изабеллы».
Во время германской оккупации Бельгии немцы приостановили издание журнала «Часовой», которое Орехов возобновил лишь в 1947 году. Последний номер журнала вышел в 1988 году и был посвящён тысячелетию крещения Руси.
Среди представителей Белой эмиграции Орехов десятилетиями пользовался большим уважением, о чём свидетельствует его обширная переписка, хранящаяся в семейном архиве. Долгие годы он был председателем Комитета по сохранению русского военного кладбища и часовни в Мурмелоне (Франция). В. В. Орехов принимал деятельное участие в сооружении православного храма-памятника во имя св. Иова Многострадального в Брюсселе, воздвигнутого на пожертвования эмигрантов в память о царской семье и всех вместе с ней убитых лиц.
Василий Васильевич Орехов скончался 6 июля 1990 года. Его супруга скончалась вскоре после него. Оба похоронены в Брюсселе.
Ореховы воспитали троих детей: дочерей Аллу (1931—1989), работавшую сестрой милосердия в разных частях мира и переселившуюся затем в Канаду, и Софию (1932—2019), вышедшую замуж за деятеля эмиграции Г. А. Рара, и сына Дмитрия (1937—2023), женившегося на Татьяне Скворцовой (1935—2020), дочери ветерана Первой мировой войны и Гражданской войны, деятеля РОВС и «Православного дела» Кузьмы Васильевича Скворцова (1898—1994).
Архивные материалы В. В. Орехова хранятся в Государственном архиве Российской Федерации, в фонде «Русское Зарубежье» и в Российском фонде культуры.

## Награды
- Георгиевское оружие[источник не указан 2424 дня]
- Орден св. Владимира 4-й ст. с мечами и бантом
- Орден св. Анны 2-й ст.
- Орден св. Станислава 2-й ст.
- Орден св. Анны 3-й ст. с мечами и бантом
- Орден св. Станислава 3-й ст. с мечами и бантом
- Орден св. Анны 4-й ст. с надписью «За храбрость»
- Мечи к ордену св. Анны 2-й степени
- Георгиевский Крест 4-й степени
- Бельгийский Королевский орден св. Леопольда 3-го класса
- Звезда Изабеллы (Испания, 1939)
- Крест за военные заслуги (Испания, 1947)
- Нагрудный знак с надписью «Галлиполи 1920—1921»
- Почётный знак 1-й степени Союза русских военных инвалидов в Бельгии

## Сочинения
- Стихотворение «Наступление», 1920
- Стихотворение «Пусть», 1922
- «Галлиполиец», Галлиполи 1921, Париж 1920-е годы
- «Часовой», № 1—178, Париж 1929—1936
- «Часовой», № 179—669, Брюссель 1936—1988
- Орехов В. В., Тарусский Е. В. Армия и флот: Военный справочник. — Париж: Часовой, 1931.